# Reserva da Biosfera dos Cárpatos
Reserva da Biosfera dos Cárpatos (em ucraniano: Карпатський біосферний заповідник; romaniz.: Karpat·sʹkyy biosfernyy zapovidnyk) é uma reserva da biosfera na Ucrânia que foi criada em 1968 e tornou-se parte da Rede Mundial de Reservas da Biosfera da UNESCO em 1992. Desde 2007, uma grande parte da reserva, juntamente com alguns territórios do Parque Nacional do Rio Uzh, foi listada como Patrimônio Mundial da UNESCO como parte das Florestas primárias e antigas de faias dos Cárpatos e de outras regiões da Europa.
Localizado nas partes orientais do Oblast da Transcarpátia, consiste em seis maciços de preservação separados e dois zakazniks botânicos (Chorna Hora e Yulivska Hora) com uma área total de 57.035,8 hectares (140.939 acres). A maior parte da reserva é coberta por florestas virgens. Administrativamente, a reserva da biosfera está localizada em quatro distritos do Oblast da Transcarpátia, na Ucrânia.
Duas cadeias de montanhas nos Cárpatos ucranianos, Borzhava e Svydovets, são protegidas pela Rede Esmeralda de áreas de conservação ambientalmente importantes estabelecidas pelo Conselho da Europa. A rede Natura 2000 aplica-se aqui.
Fica ao lado do Parque Natural Nacional dos Cárpatos.

## Divisão de território
O território da Reserva da Biosfera dos Cárpatos é dividido em várias zonas funcionais: zonas centrais (A) e zonas de amortecimento (B), zona do regime protegido regulamentado (D) e paisagens antropogênicas (C).
Elas diferem umas das outras pelos regimes de uso da natureza. Essa divisão ajuda a alcançar o equilíbrio mais apropriado entre as necessidades de proteção da natureza e as exigências da população local.

## Composição

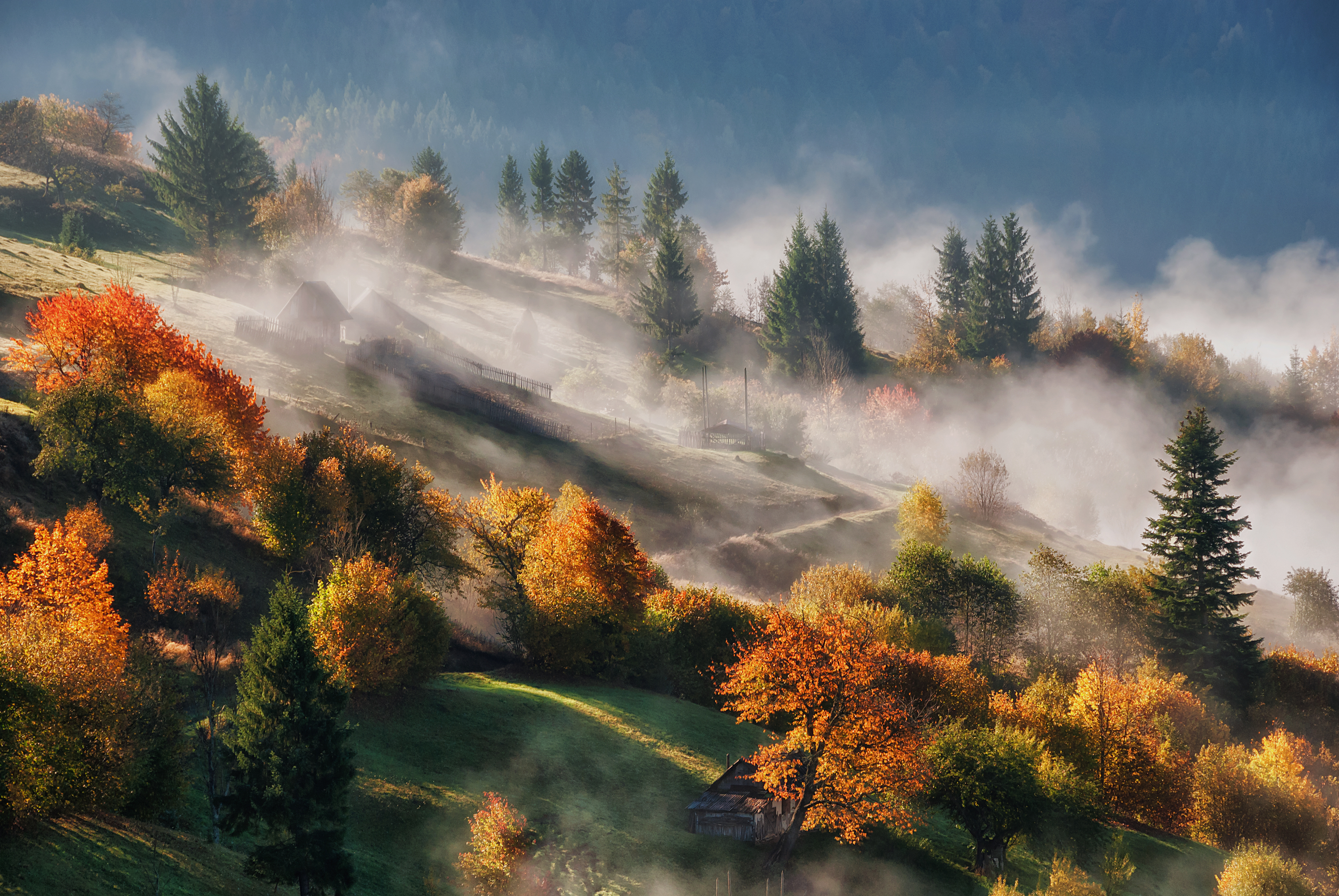
Manhã de outono nos arredores de Rakhiv.

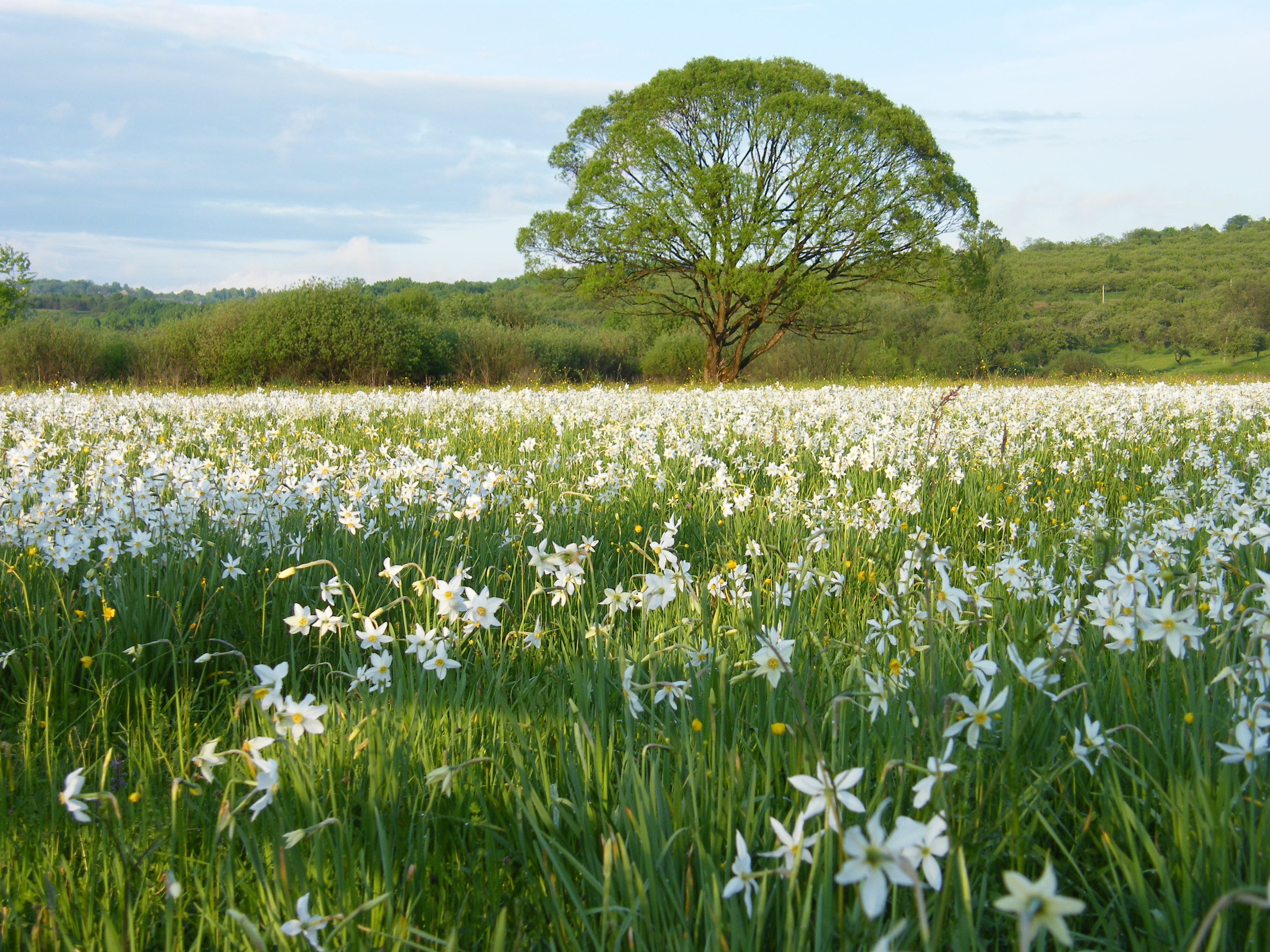
O Vale dos Narcisos.

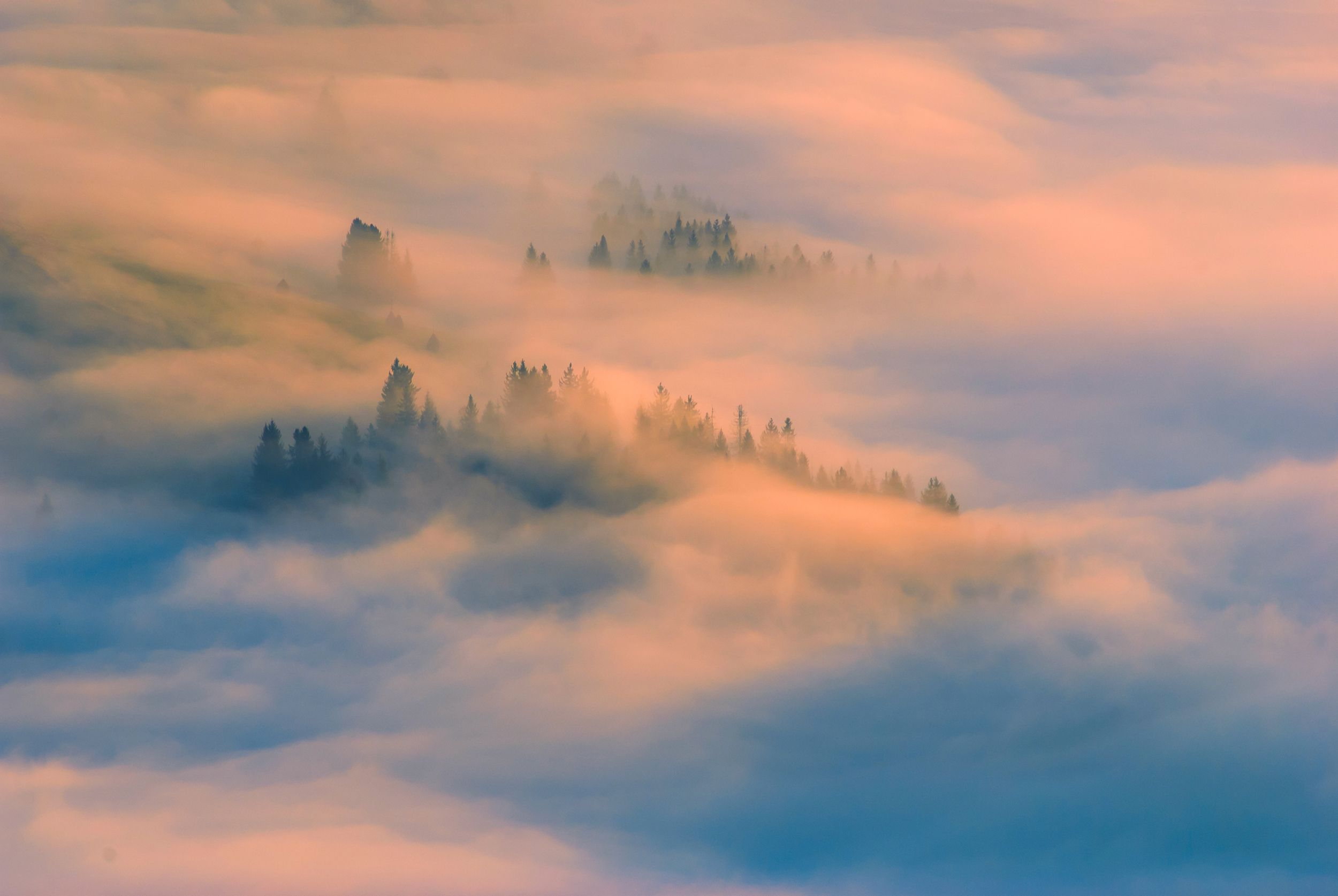
Um mar de nuvens.

A reserva da biosfera é composta por seis maciços de preservação separados, bem como duas reservas botânicas (zakazniks).
- Maciço de preservação de Chornohora
- Maciço de preservação de Svydovets
- Maciço de preservação de Marmorosh
- Maciço de preservação Kuziy
- Maciço de preservação de Uholka e Shyroka Luzhanka
- Maciço de preservação "Dolyna Nartsysiv" (Vale dos Narcisos)
- Zakaznyk botânico "Chorna Hora" (Montanha Negra)
- Zakaznyk botânico "Yulivska Hora" (Montanha Julius)

O maciço de preservação de Chornohora está localizado na macroencosta sul de Chornohora, o cinturão de montanhas mais alto dos Beskids Orientais e dos Cárpatos Ucranianos. Sua área total é de 16.375 hectares (40.460 acres). O maciço de preservação de Svydovets tem uma área de 6.580 hectares (16.300 acres) e está localizado a uma altitude de 600–1883msnm na região mais alta das montanhas Svydovets.
O maciço de preservação de Marmorosh está localizado na macroencosta norte das Montanhas Rakhiv e cobre um território de 8.990 hectares (22.2000 acres) a uma altitude de 750–1940msnm. O maciço de preservação Kuziy está localizado nos ramos meridionais da cordilheira Svydovets, a uma altitude de 350–1409msnm, com área total de 4925ha. Seu território está totalmente localizado na área florestal. O maciço de preservação Uholka e Shyroka Luzhanka está localizado nas encostas ao sul das pastagens das montanhas Krasna e Menchil, a uma altitude de 400 a 1.280msnm. A área total do território protegido é de 15.580ha. O maciço de preservação "Vale Narciso" está localizado a uma altitude de 180–200 msnm na parte ocidental do Vale Khustsko-Solotvynska e fica em uma planície de inundação do rio Khustets. O zakaznik botânico “Chorna hora” ocupa um território de 823ha nos Cárpatos vulcânicos, na montanha Chornahora, que faz parte da cordilheira Hutynskiy. Foi criada para preservar florestas de carvalho, carvalho-carpa, carvalho-faia e faia-carvalho em 1974 e se tornou parte da reserva da biosfera dos Cárpatos em 1997. O zakaznik botânico "Yulivska Hora" cobre uma área de 176 ha nas encostas do maciço insular das montanhas Yulivski, na cordilheira vulcânica Vyhorlat-Hutynskiy. Foi criado em 1974 e tornou-se parte da reserva da biosfera dos Cárpatos em 1997. O objetivo era preservar os bosques de carvalhos formados por muitas espécies dos Balcãs e do Mediterrâneo que gostam de calor. É caracterizada pelo clima mais quente de todos os Cárpatos ucranianos.

## Flora e fauna
A flora do CBR é composta por 262 espécies de fungos, 392 espécies de líquens, 440 espécies de musgos e 1062 espécies de plantas vasculares. A flora de algas inclui 465 espécies. 64 espécies de plantas representadas nesta reserva estão listadas no Livro Vermelho da Ucrânia, bem como na IUCN e nas Listas Vermelhas Europeias. A fauna da reserva da biosfera dos Cárpatos é representada por 64 espécies de mamíferos, 173 aves, 9 répteis, 13 anfíbios, 23 peixes e mais de 10.000 espécies de invertebrados. 72 dessas espécies estão listadas no Livro Vermelho de Dados da Ucrânia e nas Listas Vermelhas da IUCN e da Europa.